# Bibiana Steinhaus
Bibiana Steinhaus (Bad Lauterberg im Harz, 24 maart 1979) is een Duits voetbalscheidsrechter.
Sinds 2005 was Steinhaus bij de vrouwen scheidsrechter voor de FIFA.
In 2007 was Steinhaus de eerste vrouw die in de Duitse 2. Liga een wedstrijd bij de mannen leidde.
Ze floot de finale van het WK in 2011, de finale van de Olympische Spelen in 2012 en de Champions League-finale in 2017.
In 2017 leidde ze als eerste vrouw een wedstrijd bij de mannen in de Duitse Bundesliga.
In september 2020 geeft Steinhaus aan een punt achter haar scheidsrechterscarrière te zetten.
De finale van de Duitse Supercup is de laatste wedstrijd die zij leidde.
In het dagelijks leven is Steinhaus politieagent.